# Cryptotriton sierraminensis
Cryptotriton sierraminensis é uma espécie de anfíbio gimnofiono da família Plethodontidae. Está presente na Guatemala. A UICN classificou-a como deficiente de dados.